# Nodar Kumaritashvili
Nodar Kumaritashvili, em georgiano ნოდარ ქუმარიტაშვილი, (Borjomi, 25 de novembro de 1988 — Whistler, 12 de fevereiro de 2010) foi um luger (condutor de trenó ligeiro) georgiano, profissional desde 2008. Alcançou o 55.º posto na Taça do Mundo de Luge de 2008-09. Kumaritishvili sofreu um acidente fatal nos Jogos Olímpicos de Inverno de 2010 em Vancouver, Canadá, durante um treino em que o seu trenó deslizava a 143,3 km/hora.

## Acidente
Morreu no hospital de Whistler. Foi o quarto atleta falecido em Jogos Olímpicos de Inverno, depois do luger britânico Kazimierz Kay-Skrzypeski, do esquiador Ross Milne (ambos em Innsbruck 1964) e Nicolas Bochatay (Albertville 1992).
O pai, David Kumaritashvili, que também competiu no luge quando a Geórgia fazia parte da antiga União Soviética, diz não saber de quem foi a culpa pela morte de Nodar, mas que ele nunca deveria ter atingido tanta velocidade. No momento que foi jogado para fora da pista e bateu com a cabeça num poste de metal, o filho estava a 143,3 km/h.
A Federação Internacional de luge afirmou que a morte não foi causada por uma deficiência da pista de Whistler, mas por erro humano. Apesar disso, os organizadores dos Jogos de Vancouver promoveram mudanças: instalaram um muro de proteção e diminuíram o percurso.
A Federação Internacional de Luge imediatamente convocou uma reunião de emergência após o incidente, e todas as sequências de treinamentos do dia foram suspensas.
A delegação georgiana cogitou abandonar as Olimpíadas, mas horas depois confirmou sua participação por "lealdade ao espírito olímpico".
A pista de luge onde ocorreu o acidente já foi palco do recorde mundial de velocidade em competição no inverno passado, mas essa velocidade vinha sendo ultrapassada nos treinos desta semana. A volta final era considerada muito difícil para os corredores e foi reconfigurada no ano passado após uma série de acidentes.
Wolfgang Harder, porta-voz da Federação Internacional de Luge, declarou que futuramente poderá ser estipulado um limite de velocidade para o esporte:
| “ | "Vamos ter de colocar limites de velocidade para a próxima pista que será construída certamente para a próxima Olimpíada. Achamos que 155 quilômetros por hora deveria ser o limite. Temos de cuidar da segurança dos nossos atletas." | ” |

A pista de luge de Whistler possui um declive equivalente a um prédio de 48 andares num espaço de 1400 metros. O recorde de velocidade atual da pista, 144 km/h, foi atingido pelo austríaco Manuel Pfister em um treino esta semana.

## Família
- Nossos corações estão partidos. Ele era tão jovem e tinha toda a vida pela frente. Sempre quis ser um atleta e sempre sonhou disputar os Jogos. Estava tão animado em ir. Nunca o vi tão animado em sua vida inteira. Eu não quero ver as imagens de como aconteceu. Meu coração está fraco e acho que não sobreviveria vendo isso - afirmou David Kumaritashvili, em matéria publicada no jornal britânico "The Daily Telegraph".